# Benayes
Benayes (Benaias en occitan) est une commune française située dans le département de la Corrèze en région Nouvelle-Aquitaine.

## Géographie

### Localisation
La commune est limitrophe du département de la Haute-Vienne.

### Communes limitrophes
Les communes limitrophes sont  La Porcherie, Les Trois-Saints, Lubersac, Masseret, Meuzac, Montgibaud, Saint-Germain-les-Belles et Salon-la-Tour.
| Meuzac (Haute-Vienne) | Saint-Germain-les-Belles (Haute-Vienne) | La Porcherie (Haute-Vienne) |
| Montgibaud            | Benayes                                 | Masseret                    |
| Lubersac              | Saint-Pardoux-Corbier                   | Salon-la-Tour, Saint-Ybard  |

### Hydrographie
L'Auvézère traverse la commune et y a sa source.

### Climat
Pour des articles plus généraux, voir Climat de la Nouvelle-Aquitaine et Climat de la Corrèze.
Historiquement, la commune est exposée à un climat océanique limousin.  
En 2020, Météo-France publie une typologie des climats de la France métropolitaine dans laquelle la commune est dans une zone de transition entre le climat océanique altéré et le climat de montagne et est dans la région climatique  Ouest et nord-ouest du Massif Central, caractérisée par une pluviométrie annuelle de 900 à 1 500 mm, maximale en automne et en hiver.
Pour la période 1971-2000, la température annuelle moyenne est de 11,1 °C, avec une amplitude thermique annuelle de 14,9 °C. Le cumul annuel moyen de précipitations est de 1 166 mm, avec 13 jours de précipitations en janvier et 7,8 jours en juillet. Pour la période 1991-2020, la température moyenne annuelle observée sur la station météorologique la plus proche, située sur la commune de Lubersac à 10 km à vol d'oiseau, est de 11,7 °C et le cumul annuel moyen de précipitations est de 1 130,6 mm,. Pour l'avenir, les paramètres climatiques de la commune estimés pour 2050 selon différents scénarios d’émission de gaz à effet de serre sont consultables sur un site dédié publié par Météo-France en novembre 2022.

## Urbanisme

### Typologie
Au 1er janvier 2024, Benayes est catégorisée commune rurale à habitat très dispersé, selon la nouvelle grille communale de densité à 7 niveaux définie par l'Insee en 2022.
Elle est située hors unité urbaine et hors attraction des villes,.

### Occupation des sols
L'occupation des sols de la commune, telle qu'elle ressort de la base de données européenne d’occupation biophysique des sols Corine Land Cover (CLC), est marquée par l'importance des territoires agricoles (75,6 % en 2018), en augmentation par rapport à 1990 (71,4 %). La répartition détaillée en 2018 est la suivante : 
prairies (40,2 %), zones agricoles hétérogènes (31,9 %), forêts (22,7 %), terres arables (3,5 %), milieux à végétation arbustive et/ou herbacée (1,8 %).
L'évolution de l’occupation des sols de la commune et de ses infrastructures peut être observée sur les différentes représentations cartographiques du territoire : la carte de Cassini (XVIIIe siècle), la carte d'état-major (1820-1866) et les cartes ou photos aériennes de l'IGN pour la période actuelle (1950 à aujourd'hui).

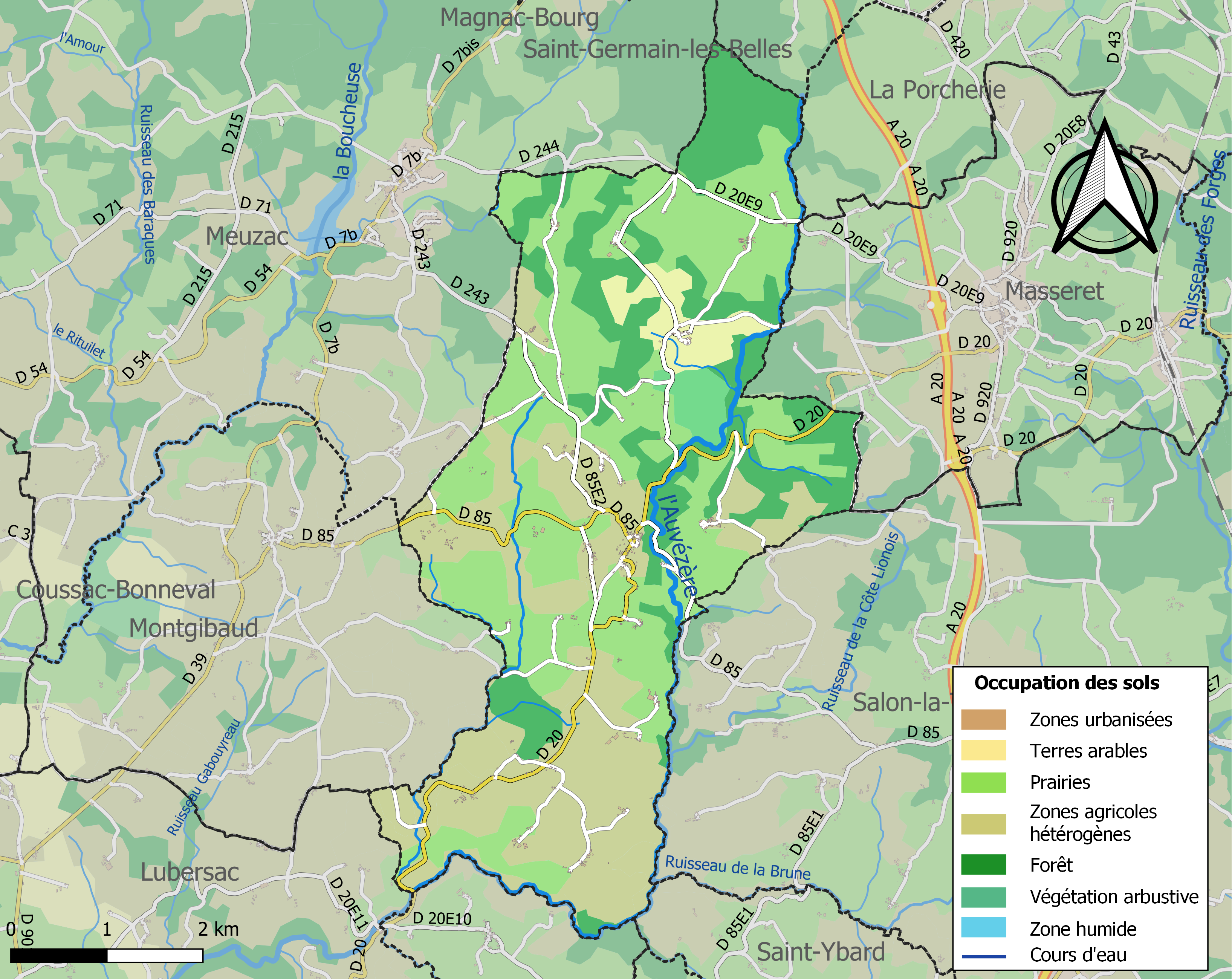
Carte des infrastructures et de l'occupation des sols de la commune en 2018 (CLC).

### Risques majeurs
Le territoire de la commune de Benayes est vulnérable à différents aléas naturels : météorologiques (tempête, orage, neige, grand froid, canicule ou sécheresse), feux de forêts et séisme (sismicité très faible). Il est également exposé à un risque particulier : le risque de radon. Un site publié par le BRGM permet d'évaluer simplement et rapidement les risques d'un bien localisé soit par son adresse soit par le numéro de sa parcelle.

#### Risques naturels

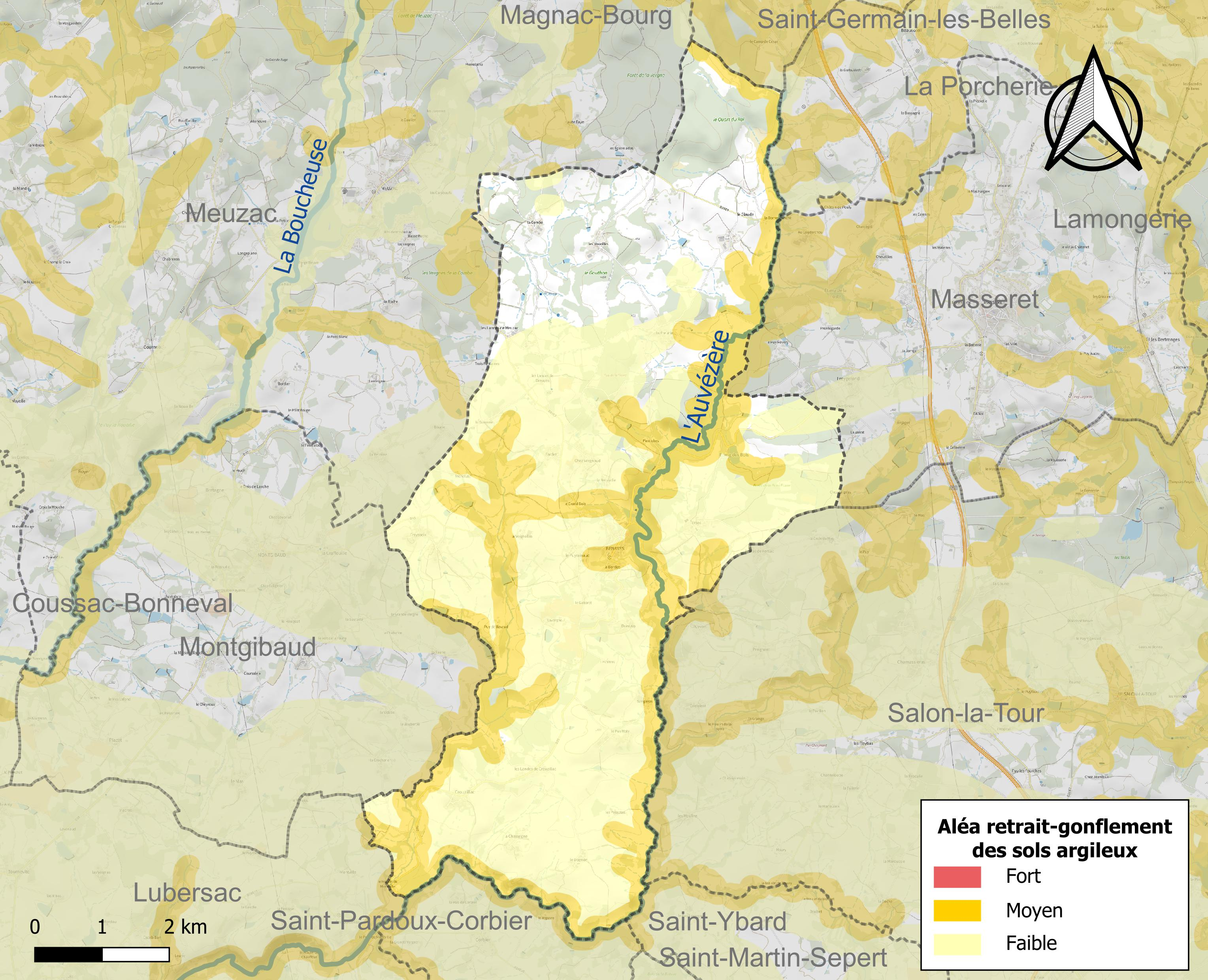
Carte des zones d'aléa retrait-gonflement des sols argileux de Benayes.

Le retrait-gonflement des sols argileux est susceptible d'engendrer des dommages importants aux bâtiments en cas d’alternance de périodes de sécheresse et de pluie. 28,1 % de la superficie communale est en aléa moyen ou fort (26,8 % au niveau départemental et 48,5 % au niveau national). Sur les 211 bâtiments dénombrés sur la commune en 2019,  35 sont en aléa moyen ou fort, soit 17 %, à comparer aux 36 % au niveau départemental et 54 % au niveau national. Une cartographie de l'exposition du territoire national au retrait gonflement des sols argileux est disponible sur le site du BRGM,.
Concernant les feux de forêt, aucun plan de prévention des risques incendie de forêt (PPRIF) n’a été établi en Corrèze, néanmoins le code de l’urbanisme impose la prise en compte des risques dans les documents d’urbanisme. Le périmètre des servitudes d'utilité publique et des zones d'obligation légale de débroussaillement pour les particuliers est quant à lui défini pour la commune dans une carte dédiée. 

#### Risque particulier
Dans plusieurs parties du territoire national, le radon, accumulé dans certains logements ou autres locaux, peut constituer une source significative d’exposition de la population aux rayonnements ionisants. Certaines communes du département sont concernées par le risque radon à un niveau plus ou moins élevé. Selon la classification de 2018, la commune de Benayes est classée en zone 3, à savoir zone à potentiel radon significatif. 

## Histoire
Réserves : Il est difficile de démontrer avec précision des faits datant du Moyen Âge. Les traces écrites se contredisent parfois les unes des autres. Voici cependant ce que l'on peut dire.
Milieu Xe siècle : les dons à l'abbaye Saint-Martial de Limoges de 9 mas (ou manses) dans la prétendue vicairie civile de "Meuzac" et le village de Benayes, par le vicomte de Limoges Hildegaire et sa femme Tetberge (Bulletin de Limoges, XXV, 391) est à reconsidérer : il s'agirait en fait d'une confusion ancienne avec un ancien prieuré de Saint-Martial appelé Benayas, situé près de Bourganeuf, Creuse, dans la vicairie de Mansat-La-Courrière. Il est à noter que le prieuré-cure de Benayes relevait bien de l'abbaye de Saint-Martial au XIII°. Les vicomtes de Limoges possédaient des terres à Salon La Tour (l'antique Celom des Cartulaires) commune voisine dont la Tour Vicomtale et l'Église dont un vicomte fit don à l'abbaye d'Uzerche. La paroisse de Benayes comprit à l'origine les neuf manses qui au début constituèrent le fief presbyteral. Comme la plupart des paroisses issues de prieuré-cure, Benayes a une petite surface comme Montgibaud, aussi prieuré-cure. Lors de la création des communes, Benayes vit son territoire agrandi au détriment de  celui de Meuzac. (ADHV-Les limites des communes à l'issue de la Révolution), comme Montgibeaud. Surfaces à comparer avec celles de Coussac-Bonneval-Meuzac-Lubersac. L'ancienneté des paroisses de Meuzac et Lubersac (mémoire de M. Aubrun sur les paroisses du Limousin. ADHV).
987 : Il est dit dans le privilège d'Hildegaire, évêque de Limoges, que Arbert et Adélaïde rendent l'église de Benayes à l'abbaye d'Uzerche : ecclesiam quoe dicitur Benagias.
1025 : Guy et Anne, époux, vendent au monastère d'Uzerche l'église de Benayes (Pouillé. par Nadaud).
1202 : Pierre du Dognon de Benayes miles de Bré fait des dons à l'abbaye d'Aureil lors de son départ à la croisade. Sa tour castrale et ses dépendances s'élevaient dans le village du même nom. Madame Chassagne dudit village indique un champ où sont enfouis des vestiges de murs (parchemin conservé aux archives départementales de la Haute-Vienne). Voir aussi sous Wikipédia Meuza c: histoire de la paroisse.
Début XIIIe siècle : Le prieuré de Benayes est cité dans l'inventaire des biens de l'abbaye Saint-Martial de Limoges avec un moine pour prieur (Chronique de Saint Martial, par Duplès-Agier, p. 247, 251, 321).
1209 : Le moine convers Guillaume Chapde est responsable du prieuré de Benayes.
1230 : Benayes est attesté comme vicairie de Saint-Martial (Nadaud).
1569 : Saint Maurice et saint Jean (Nativité) sont saints patrons de l'église de Benayes (Nadaud).
1585 : Reconstruction du château de Forsac (F.). Un linteau brisé au pas de la porte principale indique : CEST ÉDIFICE FUT FAICT L AN 1585
1736 : Réparation de l'église de Benayes : la charpente est terminée le 27 avril 1736 par le charpentier, maître Antoine Boyer. Le dallage effectué cette même année a coûté 625 livres (A.D.).
1744 : État Général des Fonds de Benayes (A.D.) : premier inventaire territorial de la paroisse. C'est l'ancêtre du cadastre. Sont cités les noms de Bordas. Labaume et Médas comme propriétaires terriens.
1814 : Édition du premier cadastre dit "cadastre Napoléon" (M.). 1870 - 1880 : restauration du château de Forsac (F.).
1868 : Construction du presbytère. La poste actuelle.
1968 : Dernière édition du cadastre (M.).
Benayes possède dans sa paroisse trois châteaux, Forsac, Puymalie, La Vergne. La tradition orale mentionne l'existence d'un château dans le bourg d'une part, et au Puyreynaud d'autre part. Rien n'a pour l'instant permis de prouver l'existence de l'un ou de l'autre.

### Les familles du passé
Le Bourg
- Les familles Bordas, Labaume et Médas sont citées comme propriétaires terriens dans l'État général des Fond de Benayes en 1744.
- Les Lavergne du Saillant.

Les Châteaux
 
L'étude est en cours.
N.B.
- Les informations citées avant 1585 proviennent du Dictionnaire archéologique des paroisses de Tulle de l'abbé Poulbrière.
- Les informations citées après proviennent de recherches aux archives départementales (A.D.), Bibliothèque nationale de France (B.N.), mairie (M), Forsac (F).

## Politique et administration
| Période   | Période   | Identité                                         | Étiquette | Qualité                    |
| --------- | --------- | ------------------------------------------------ | --------- | -------------------------- |
| mars 2001 | mars 2008 | Jean-Claude Sadarnac                             |           |                            |
| mars 2008 | En cours  | Jean-Louis Maury, Réélu pour le mandat 2020-2026 | PS        | Retraité Fonction publique |

## Démographie
| 1793 | 1800 | 1806 | 1821 | 1831 | 1836 | 1841 | 1846 | 1851 |
| ---- | ---- | ---- | ---- | ---- | ---- | ---- | ---- | ---- |
| 833  | 560  | 581  | 929  | 909  | 973  | 870  | 954  | 950  |

| 1856 | 1861 | 1866 | 1872 | 1876 | 1881 | 1886 | 1891 | 1896 |
| ---- | ---- | ---- | ---- | ---- | ---- | ---- | ---- | ---- |
| 840  | 815  | 780  | 785  | 874  | 852  | 905  | 914  | 953  |

| 1901 | 1906 | 1911 | 1921 | 1926 | 1931 | 1936 | 1946 | 1954 |
| ---- | ---- | ---- | ---- | ---- | ---- | ---- | ---- | ---- |
| 923  | 968  | 984  | 878  | 804  | 732  | 726  | 680  | 600  |

| 1962 | 1968 | 1975 | 1982 | 1990 | 1999 | 2006 | 2008 | 2013 |
| ---- | ---- | ---- | ---- | ---- | ---- | ---- | ---- | ---- |
| 550  | 472  | 412  | 365  | 310  | 288  | 274  | 270  | 248  |

| 2018 | 2022 | - | - | - | - | - | - | - |
| ---- | ---- | - | - | - | - | - | - | - |
| 224  | 222  | - | - | - | - | - | - | - |

## Culture locale et patrimoine

### Lieux et monuments
- Église Saint-Maurice-de-la-Légion-Thébéenne de Benayes.

- la Font Faure, à Benayes.
- Château de Forsac, au hameau de Forsac.

### Personnalités liées à la commune
- Jean-Joseph Parel Despeyrut de La Chatonie, est un homme politique français né le 1er janvier 1755 à Treignac et décédé le 16 juillet 1843 au château de Forsac à Benayes.
- Xavier de Chérade de Montbron (1916-1952), commandant de l'Armée de l'Air, chevalier de la Légion d'Honneur, Compagnon de la Libération, décoré de la Croix de Guerre 39/45 (2 citations), de la Médaille de l'Aéronautique, de la Médaille Commémorative 39/45 (agrafes "France", "Grande-Bretagne", "Allemagne" et "Libération"), de la 1939-1945 Star (agrafe "Battle of Britain"), de l'Air Crex Europe Star et de la War Medal

### Héraldique
| Blason de Benayes | Blason  | Écartelé : aux 1er et 4e de gueules à trois rocs d'échiquier d'argent, aux 2e et 3e d'azur à trois fasces d'or. |
| Blason de Benayes | Détails | Le statut officiel du blason reste à déterminer.                                                                |

## Pour approfondir